# Giovanni Montani
Giovanni Montani (* 1987 oder 1988; † 29. Oktober 2006) war ein italienischer Fußballspieler und Opfer einer Familien-Fehde.

## Hintergrund
Montanis Onkel Andrea Montani war Kopf der kalabrischen Camorra-Organisation Sacra Corona Unita. Die Organisation war in den späten 1970ern in Neapel von Raffaele Cutolo gegründet worden. Cutolo hatte erfolgreich seine Operationen auf Kalabrien und Apulien ausgedehnt. Nachdem Cutolo verhaftet und verurteilt worden war, setzte die Sacra Corona ihre Tätigkeit unter neuer Führung fort.
Als Giovanni Montani ermordet wurde, war sein Onkel Andrea Montani Chef der „Familie“. Andrea Montani war 1991 verhaftet und zu einer Haftstrafe verurteilt worden. Er leitete die Organisation aber weiter vom Gefängnis aus, während Angelos Vater Antonio Montani sich von der Organisation distanziert hatte.
Giovanni Montani durchlief die Jugendmannschaften des AS Bari und galt als hoffnungsvolles Talent. Im Juni 2006 kam es zu einem Vorfall, bei dem sein Cousin Salvatore Montani getötet wurde. Da er vom Tatort flüchtete und nicht nach Rache sann, soll er den „Ehrenkodex“ des Clans seines Onkels verletzt haben. In der Folge wurde er im Oktober von zwei Clanmitgliedern erschossen. Im Januar 2007 wurden die beiden Mörder gefasst. Der Vorfall erregte landesweites Medieninteresse, es wurde aber auch außerhalb Italiens darüber berichtet.